# Jaakko Lepola
Jaakko Lepola est un footballeur finlandais né le 14 mars 1990 en Finlande.

## Palmarès
FC Honka
- Coupe de la Ligue de Finlande
  - Vainqueur (2) : 2010, 2011